# TS Maxim Gorkiy
El TS Maxim Gorkiy fue, hasta el 30 de noviembre de 2008, un crucero propiedad de Sovcomflot, Rusia, bajo contrato de alquiler a largo plazo con Phoenix Reisen, Alemania. Fue construido en 1969 por Howaldtswerke-Deutsche Werft, Hamburgo, Alemania Occidental para la German Atlantic Line como TS Hamburg. A finales de 1973 fue rebautizado brevemente como TS Hanseatic. Al año siguiente fue vendido a la Black Sea Shipping Company, Unión Soviética y recibió el nombre de Maksim Gorkiy en honor al escritor Maxim Gorky, rebautizado como Maxim Gorkiy después del colapso de la Unión Soviética en 1991. El 20 de agosto de 2008, el Maxim Gorkiy fue vendido a Orient Lines. Debía entrar en servicio con sus nuevos propietarios el 15 de abril de 2009 bajo el nombre de TS Marco Polo II, pero en noviembre de 2008 se canceló el relanzamiento de la marca Orient Lines. El 8 de enero de 2009 el barco fue vendido como chatarra, y quedó varado en Alang, India, el 26 de febrero de 2009.
Aunque nunca se utilizó como tal, el barco fue planeado originalmente como un transatlántico /crucero, para servicio entre Hamburgo y la ciudad de Nueva York, así como para cruceros. Fue el primer gran transatlántico de pasajeros construido en Alemania desde 1938. Al entrar en servicio para la Black Sea Shipping Company, se convirtió en el primer crucero de cuatro estrellas operado bajo bandera soviética.
A lo largo de su carrera se utilizaron varias variantes del nombre del barco. Algunas fuentes se refieren a él con el prefijo TS (buque de turbina) en lugar de SS (buque de vapor), mientras que su nombre final Maxim Gorkiy también se escribía como Maksim Gorkiy y Maxim Gorki. No debe confundirse con ninguno de los cruceros de la era soviética de la clase Ivan Franko, la llamada clase "poeta" o "escritora", incluido el Marco Polo.

## Accidente de 1989

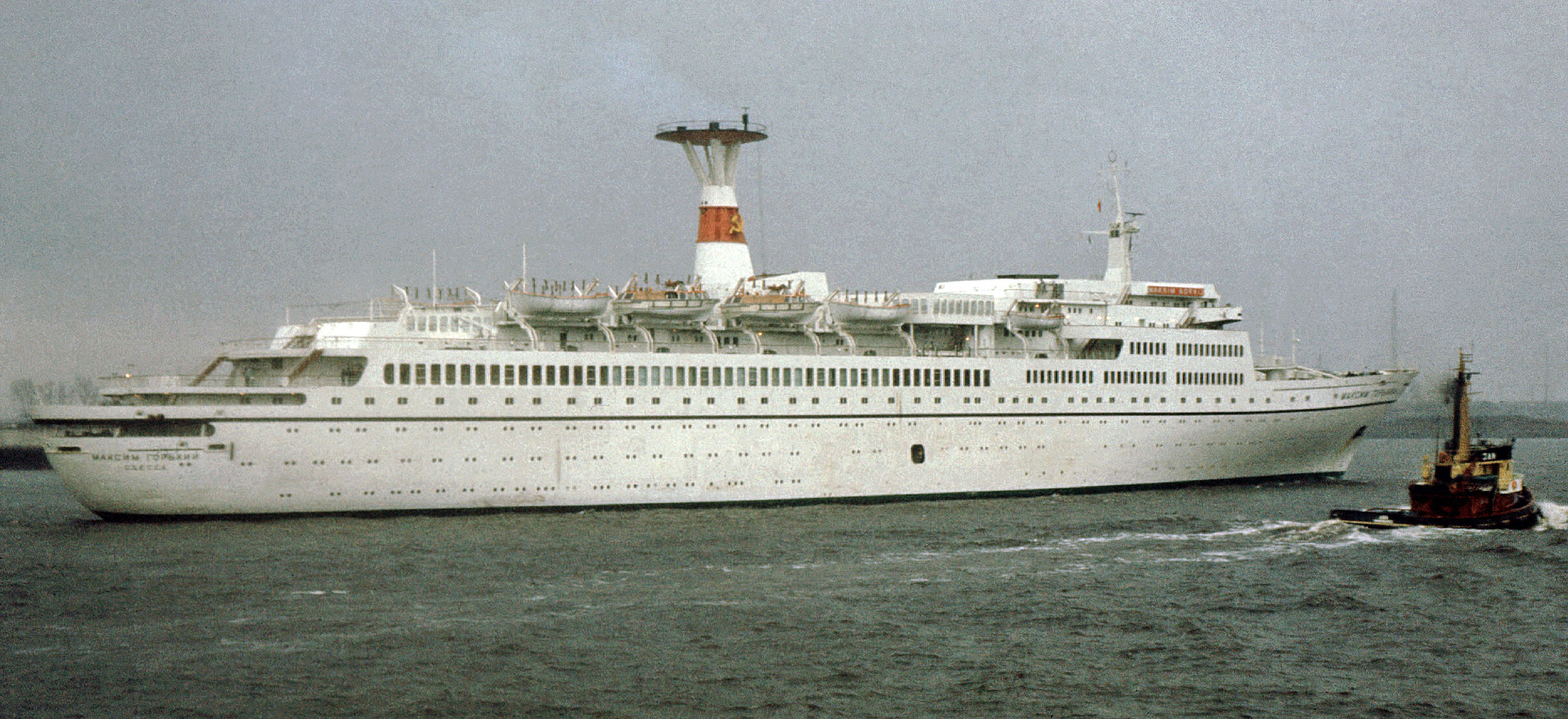
Vista lateral del Maxim Gorkiy en el año 1975, con los colores de la Compañía Naviera del Mar Negro.

En 1989, el Maksim Gorkiy fue noticia dos veces. Alrededor de la medianoche del 19 de junio de 1989 chocó contra un témpano de hielo mientras navegaba cerca de Svalbard y comenzó a hundirse rápidamente. Todos los pasajeros y un tercio de la tripulación recibieron instrucciones de abandonar el barco, mientras que el buque guardacostas noruego Senja fue enviado para ayudar. Cuando el Senja llegó al lugar unas tres horas después, el Maksim Gorkiy ya estaba parcialmente sumergido. 350 pasajeros fueron evacuados de los botes salvavidas y los témpanos de hielo en helicópteros y el Senja. El Senja acogió a 700 personas. Fueron llevados a Svalbard y luego volaron de regreso a Alemania. Mientras tanto, la tripulación del Senja había logrado detener el hundimiento del Maksim Gorkiy, momento en el que su proa ya se había hundido hasta el nivel de la cubierta principal. 
El 21 de junio, el Maksim Gorkiy fue remolcado a Svalbard, donde se realizaron reparaciones rápidas para que fuera lo suficientemente hermético como para sobrevivir a un regreso a Alemania para reparaciones. El barco navegó hasta Lloyd Werft, Bremerhaven por sus propios medios y después de las reparaciones volvió a estar en servicio el 17 de agosto de 1989.
El Maksim Gorkiy volvió a ser noticia en diciembre del mismo año, cuando fue utilizado como sede de una cumbre internacional entre George HW Bush y Mijaíl Gorbachov en Malta.